# Hugo Arana
Hugo Arana (Juan José Paso, 23 de julio de 1943 - Buenos Aires, 11 de octubre de 2020) fue un actor y comediante argentino de cine, teatro y televisión.

## Biografía
Nació en Juan José Paso, un pequeño pueblo a 43 km al sudoeste de la ciudad de Pehuajó y 407 km al oeste-suroeste de la ciudad de Buenos Aires. Creció en Monte Grande (Buenos Aires). Luego, su familia se mudó a Lomas de Zamora, en la zona sur del Gran Buenos Aires, y a Lanús después. Estudió actuación con Marcelo Lavalle y, sobre todo, con Augusto Fernandes.
En sus primeros años como actor integró el grupo teatral Errare Humanum Est y actuó en películas como El santo de la espada (1970), La tregua (1974) y El soltero (1977), esta última junto con Claudio García Satur y Fernanda Mistral.
Se hizo famoso a nivel nacional en el programa cómico televisivo Matrimonios y algo más (dirigido por Hugo Móser), donde representó dos personajes de gran repercusión popular: el "Groncho" (en el sketch «El Groncho y la Dama»), y "Huguito Araña", un estereotipo de homosexual afeminado. La inspiración para este último se originó cuando debía entrevistar a Juan Carlos Dual en 1982 y, al este maquillarse y disfrazarse para dicha escena, fue burlado por el equipo. Dual respondió irónicamente de forma amanerada, lo que llamó la atención de Arana para volcarlo a su sketch. En ese entonces, por su fuerte repercusión, fue criticado duramente por los militares por su expresión de identidad sexual, por lo que el equipo de producción se vio impulsado a casar al personaje con el de la actriz Mónica Gonzaga, a pesar de que continuó con dichas orientaciones.
En el ciclo «Situación Límite» actuó en la temática de "los vendedores ambulantes", en este caso junto con Claudio García Satur, Fernanda Mistral y Betiana Blum.

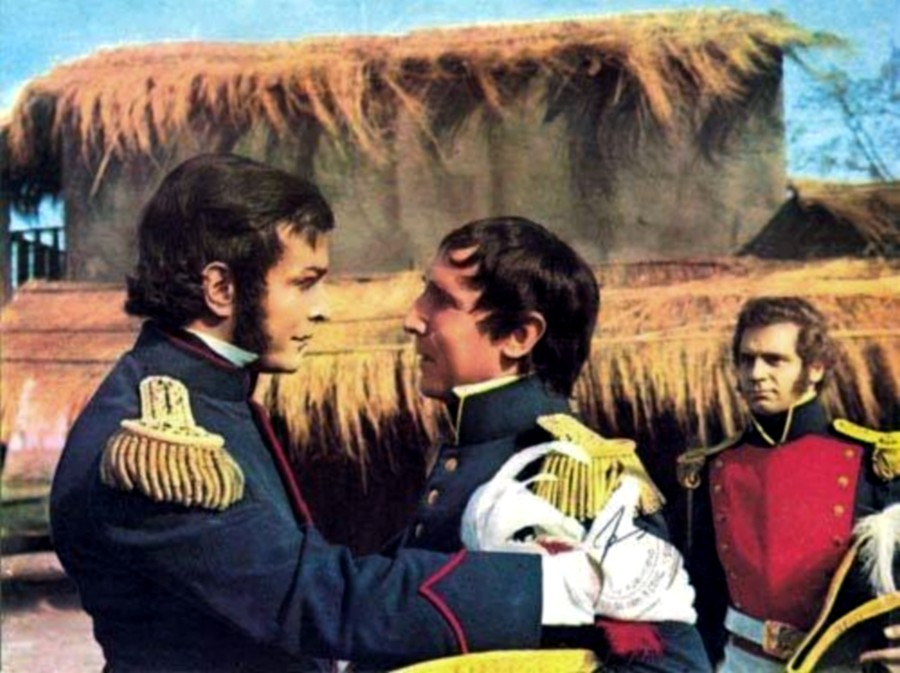
Alfredo Alcón, Alfredo Iglesias y Hugo Arana (derecha), en la película El santo de la espada (1970), de Leopoldo Torre Nilsson.

Trabajó también en la serie de Telefé Los exitosos Pells, donde interpretó al director del ficticio canal de televisión "Mega News", Franco Andrada.
En 2009, junto con Fernanda Mistral, Rita Cortese y Norman Briski, participó del telefilm italiano Scussate il disturbo, de Luca Manfredi (hijo de Nino Manfredi).
El 10 de junio del 2013, sufrió un infarto mientras estaba en su casa, por el que fue hospitalizado e intervenido, siendo dado de alta dos semanas después. Por este motivo debió interrumpir su participación en el programa Los vecinos en guerra, producción de Sebastián Ortega que ocupaba la pantalla de Telefe.
Hugo Arana falleció el 11 de octubre de 2020 a los 77 años, por un paro cardiorrespiratorio como consecuencia de la enfermedad de COVID-19 que padeció. Estaba internado en el Sanatorio Colegiales por sufrir un accidente doméstico en su propia casa, pero ingresado al nosocomio tuvo que realizarse un hisopado, el cual dio positivo de coronavirus. En 2024 fue blanco de una campaña gubernamental de hostigamiento a artistas.

## Publicidad
En 1972 alcanzó notoriedad actuando en una publicidad del vino Crespi. Arana, que por aquel entonces era tan solo un joven estudiante de actuación, fue convocado por el director Juan José Jusid para hacer una publicidad de un vino de marca conocida en esa época, en la que debía interpretar a un hombre que se enteraba de que iba a ser padre por primera vez cuando su mujer le muestra unos escarpines y terminan celebrando con un vino. El comercial tuvo tanto éxito que le siguieron otras secuencias.

## Filmografía

### Cine
| Cine | Cine                                     | Cine                                   | Cine |
| Año  | Título                                   | Personaje                              |      |
| ---- | ---------------------------------------- | -------------------------------------- | ---- |
| 1970 | El santo de la espada                    |                                        |      |
| 1974 | Los golpes bajos                         |                                        |      |
| 1974 | La vuelta de Martín Fierro               |                                        |      |
| 1974 | La balada del regreso                    |                                        |      |
| 1974 | Dale nomás                               |                                        |      |
| 1974 | La Madre María                           |                                        |      |
| 1974 | La tregua                                |                                        |      |
| 1975 | Los días que me diste                    |                                        |      |
| 1977 | El soltero                               |                                        |      |
| 1979 | No apto para menores                     |                                        |      |
| 1979 | …Y mañana serán hombres                  | Oliva                                  |      |
| 1979 | La isla                                  |                                        |      |
| 1979 | Este loco amor loco                      |                                        |      |
| 1980 | Buenos Aires, la tercera fundación       | Voz en off                             |      |
| 1982 | Volver                                   | Ángel Ragucci                          |      |
| 1985 | La historia oficial                      | Enrique Ibáñez                         |      |
| 1986 | Vivir a los 17                           | Padre de Andrea                        |      |
| 1987 | Made in Argentina                        |                                        |      |
| 1987 | Chorros                                  | Traverso                               |      |
| 1988 | Las puertitas del Sr. López              |                                        |      |
| 1991 | Un lugar en el mundo                     | Zamora                                 |      |
| 1992 | El lado oscuro del corazón               | (rápida aparición casi imperceptible). |      |
| 1995 | El verso                                 |                                        |      |
| 1997 | El Che                                   |                                        |      |
| 1997 | Noche de ronda                           |                                        |      |
| 1997 | Queréme así (piantao)                    |                                        |      |
| 1998 | El inquietante caso de José Blum         | José Blum                              |      |
| 1999 | Dibu 2, la venganza de Nasty             | Lencinas                               |      |
| 1999 | Caminata espacial                        |                                        |      |
| 2002 | Mi suegra es un zombie                   |                                        |      |
| 2003 | Tus ojos brillaban                       | Heriberto                              |      |
| 2003 | El viaje hacia el mar                    | Rodríguez                              |      |
| 2003 | Cautiva                                  | Juez Barrenechea                       |      |
| 2004 | Peligrosa obsesión                       | El Brujo                               |      |
| 2008 | ChilePuede                               | Octavio                                |      |
| 2014 | Muerte en Buenos Aires                   | Comisario Sanfilippo                   |      |
| 2016 | Angelita, la doctora                     |                                        |      |
| 2017 | Delicia                                  | Amado                                  |      |
| 2017 | Soldado argentino solo conocido por Dios |                                        |      |
| 2018 | Yanka y el espíritu del Volcán           |                                        |      |
| 2018 | Re Loca                                  | Fernando Salaberry                     |      |
| 2018 | Todavía                                  | Tomás Sánchez                          |      |
| 2021 | La funeraria                             | Salvador                               |      |

## Televisión
| Televisión | Televisión                        | Televisión                    | Televisión          |
| Año        | Título                            | Personaje                     | Canal               |
| ---------- | --------------------------------- | ----------------------------- | ------------------- |
| 1973       | Papá Corazón                      | Marcelo                       | Canal 13            |
| 1973       | Alguien como usted                |                               | Canal 13            |
| 1977       | Invitación a Jamaica              |                               | Canal 13            |
| 1978       | Juana Rebelde                     | Marcelo                       | Canal 9             |
| 1980       | Los hermanos Torterolo            |                               | Canal 13            |
| 1981       | Hay que educar a papá             | Maximiliano                   | ATC                 |
| 1983-1984  | Matrimonios y algo más            | El Groncho y Huguito Araña    | Canal 11            |
| 1985       | El camionero y la dama            | Bocha                         | Canal 9             |
| 1987-1989  | Matrimonios y algo más            | El Groncho / Huguito Araña    | Canal 2 de La Plata |
| 1991       | Tato, la leyenda continúa         | Varios                        | Canal 13            |
| 1991       | La banda del Golden Rocket        | Juan                          | Canal 13            |
| 1992       | Tato de América                   | Varios                        | Canal 13            |
| 1993       | Buena pata                        |                               | Telefe              |
| 1994       | Con alma de tango                 | Anselmo Santos                | Canal 9             |
| 1995       | Son cosas de novela               |                               | ATC                 |
| 1995-1996  | No todo es noticia                |                               | Canal 13            |
| 1996       | Los especiales de Alejandro Doria | Ep: "Decir que no"            | Telefe              |
| 1997-1998  | De corazón                        | Freddy                        | Canal 13            |
| 1998       | Tío Willy                         | Marcelo                       | TVE                 |
| 1999-2001  | Buenos vecinos                    | Julián Pinillos               | Telefe              |
| 2001       | Tiempo final                      | Ep: Cita a ciegas             | Telefe              |
| 2003       | Resistiré                         | Ricardo Moreno                | Telefe              |
| 2004       | Panadería los Felipe              | Pepe Miñon                    | Telefe              |
| 2005       | Mujeres asesinas                  | Ricardo Ep: Ofelia, enamorada | Canal 13            |
| 2007       | Reparaciones                      | Gabriel                       | Canal 13            |
| 2007       | Hechizada                         | Cornelio                      | Telefe              |
| 2007       | El Capo                           | Don Chichio Mastrogiuseppe    | Telefe              |
| 2008-2009  | Los exitosos Pells                | Franco Andrada                | Telefe              |
| 2009       | Hogar, dulce hogar                | Rolando                       | Canal 10 (Uruguay)  |
| 2010       | Para vestir santos                | Horacio                       | El Trece            |
| 2011       | Los Sónicos                       | Quique                        | Canal 9             |
| 2012       | Amores de historia                |                               | Canal 9             |
| 2012       | Daños colaterales                 | Pedro Irrazábal               | El Trece            |
| 2012       | Graduados                         | Doctor Sepelinski             | Telefe              |
| 2013       | Historias de corazón              | Héctor                        | Telefe              |
| 2013-2014  | Los vecinos en guerra             | Ramón Freire/Barreiro         | Telefe              |
| 2014       | Viudas e hijos del Rock & Roll    | Amilcar Bartolotti            | Telefe              |
| 2016       | La leona                          | Pedro Leone                   | Telefe              |
| 2016       | Círculos                          | Augusto                       | América TV          |
| 2016       | Ultimátum                         | Richard                       | TV Pública          |
| 2017       | Cuéntame cómo pasó                | Pedro                         | TV Pública          |
| 2017       | Animadores                        | Él mismo                      | TV Pública          |
| 2019       | Otros pecados                     | Saúl                          | El Trece            |
| 2019       | Tu parte del trato                | Juan Carlos Gianola           | El Trece            |
| 2020       | Casi feliz                        | Papá de Sebastián             | Netflix             |

## Discografía
- 1972: "Pasan cosas lindas" (Simple), EMI ODEON
- 1976: "A Mamá" (Simple), RCA escrito por Luis Buero
- 1982: "La Murga y el Picaflor". Junto a María Teresa Corral, LA CORNAMUSA

## Vida privada
Arana estaba casado desde 1978 con la actriz Marzenka Novak, quien falleció el 3 de julio de 2011, y con quien tuvo un hijo, Juan Gonzalo Arana.

## Fallecimiento
Arana falleció el 11 de octubre de 2020, a los setenta y siete años, mientras estaba internado en el Sanatorio Colegiales por un accidente doméstico en el que se había golpeado la cabeza. Unos días después se supo que había contraído COVID-19, sin especificar si se contagió en el mismo sanatorio o antes de su ingreso.
El mismo día, el Sanatorio Colegiales brindó un comunicado sobre el fallecimiento del actor.

## Premios y nominaciones
| Año  | Premio                                    | Categoría                         | Trabajo                          | Resultado |
| ---- | ----------------------------------------- | --------------------------------- | -------------------------------- | --------- |
| 1991 | Premio Konex - Diploma al Mérito          | Actor de Comedia Radio y TV       | Trayectoria última década        | Ganador   |
| 2003 | Festival de Cine Iberoamericano de Huelva | Mejor Actor                       | El viaje hacia el mar            | Ganador   |
| 2005 | Cóndor de Plata                           | Mejor Actor de Reparto            | La cautiva                       | Ganador   |
| 2000 | Martín Fierro                             | Actor Protagonista en comedia     | Buenos vecinos                   | Nominado  |
| 2001 | Martín Fierro                             | Actor Protagonista en comedia     | Buenos vecinos                   | Ganador   |
| 2008 | Martín Fierro                             | Participación especial en Ficción | El Capo                          | Nominado  |
| 2009 | Martín Fierro                             | Actor de reparto en comedia       | Los exitosos Pells               | Nominado  |
| 2010 | Martín Fierro                             | Actor de reparto en comedia       | Los exitosos Pells               | Nominado  |
| 2011 | Martín Fierro                             | Actor de reparto                  | Para vestir santos               | Ganador   |
| 2016 | Cóndor de Plata                           | Cóndor de Plata a la Trayectoria  | Cóndor de Plata a la Trayectoria | Ganador   |